# Sládkovičovo
Sládkovičovo (jusqu'en 1948 Diosek, allemand : Diosek, hongrois : Diószeg) est une ville de Slovaquie située dans la région de Trnava.

## Histoire
Première mention écrite de la ville en 1301.
Alors que les Ottomans occupent la majeure partie de l'Europe centrale, la région au nord du lac Balaton reste dans le Royaume de Hongrie (1538–1867). Jusqu'en 1918, la ville (nommée DIÓSZEGH) fait partie de la monarchie autrichienne (empire d'Autriche), dans la province de Hongrie en 1850 ; après le compromis de 1867, évidemment dans la Transleithanie, au royaume de Hongrie.

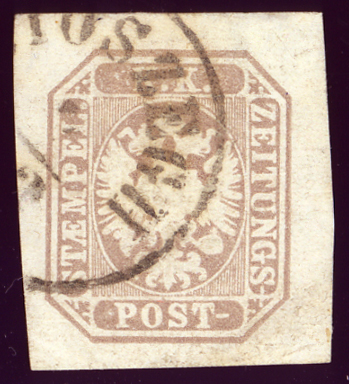
DIÓSZEGH dans l'empire d'Autriche vers 1863.

Le bureau de poste est ouvert (à la gare de chemin de fer) en 1852 (DIÓSZEGH B(ahn)H(of)).
Le sud de la Slovaquie est attribué à la Hongrie après le premier arbitrage de Vienne le 2 novembre 1938. À la libération, la commune est réintégrée dans la Tchécoslovaquie reconstituée.
Le quartier de Malý Diosek était une commune autonome en 1938. Il comptait 1 048 habitants en 1938 dont 39 juifs. Elle faisait partie du district de Galanta, en hongrois Galántai járás. Le nom de la localité avant la Seconde Guerre mondiale était Malý Diosek/Kis-Diószeg. Durant la période 1938-1945, le nom hongrois Németdiószeg était d'usage.
Le quartier de Veľký Diósek était une commune autonome en 1938. Il comptait 3 760 habitants en 1938 dont 113 juifs. Elle faisait partie du district de Galanta, en hongrois Galántai járás. Le nom de la localité avant la Seconde Guerre mondiale était Veľký Diosek/Nagy-Diószeg. Durant la période 1938-1945, le nom hongrois Magyardiószeg était d'usage.
Veľký Diósek et Malý Diosek ont fusionné pour former Sládkovičovo.

## Démographie

### Évolution de la population
| Année:               | 1994. | 2004.   | 2014.   | 2024.   |
| -------------------- | ----- | ------- | ------- | ------- |
| Nombre de personnes: | 5962  | 5654    | 5348    | 5386    |
| Différence:          |       | -5,16 % | -5,41 % | +0,71 % |

| Année:               | 2023. | 2024.   |
| -------------------- | ----- | ------- |
| Nombre de personnes: | 5411  | 5386    |
| Différence:          |       | -0,46 % |

## Villes jumelées
- Csorvás (Hongrie) ;
- Diosig (Roumanie).